# Bibio
Stephen Wilkinson, más conocido como Bibio, es un productor musical británico. Actualmente su música se publica en el sello discográfico Warp Records, y antes por Mush Records.

## Biografía
Residente de los Midlands del Oeste, Inglaterra, Wilkinson desarrolló su pasión por la música experimental mientras asistía a la universidad de Middlesex en Londres, donde estudió “artes sónicas”. Desarrolló su propio estilo de música, sampleando grupos contemporáneos de música electrónica experimental como Boards of Canada, e incorporando grabaciones de campo y sonidos encontrados. Melodías de guitarras modificadas electrónicamente y zumbidos de sintetizador son temas recurrentes en su música. Mucha gente califica su música como un híbrido de electrónica o intelligent dance music y música folclórica. Su música recientemente ha sido utilizada para campañas comerciales por L.L. Bean, Adult Swim, Toyota, y Amazon.com.
En 2009 contribuyó con una versión del tema de Boards of Canada “Kaini Industries” a la compilación Warp20 (Recreated).

## Discografía

### Álbumes
- fi (2005, Mush Records)
- Hand Cranked (2006, Mush Records)
- Vignetting the Compost (2009, Mush Records)
- Ambivalence Avenue (2009, Warp Records)
- The Apple and the Tooth (2009, Warp Records)
- Mind Bokeh (2011, Warp Records)
- A Mineral Love" (2016, Warp Records)

### Sencillos y EP
- "Sheila Sets Sail"/"Tribio" (2006, Artist's Valley Records)
- Ovals and Emeralds (2009, Mush Records)
- "Ambivalence Avenue"/"Fire Ant" (2009, Warp Records)
- "Hedged-in" (2009)